# Pascal Pia
Pascal Pia, geboren als Pierre Durand, (* 15. August 1903 in Paris; † 27. September 1979 ebenda) war ein französischer Schriftsteller, Journalist, Illustrator und Gelehrter. Die Herkunft des Pseudonyms ist unbekannt. Er verwendete auch andere wie Pascal Rose, Pascal Fely, Avinin Mireur und Léger Alype.

## Leben
1922 veröffentlichte er die erotische Schrift Les Princesses de Cythère. Seine La Muse en rut, eine Sammlung erotischer Gedichte, erschien 1928. Er illustrierte auch erotische Werke wie die Lieder von Bilitis. 1938 gründete er die linke Zeitschrift Alger républicain in Algier, das zu dieser Zeit Teil der französischen Kolonie Algerien war. Die Zeitschrift wurde 1939 verboten.
Während des Zweiten Weltkriegs war Pia Teil des französischen Widerstandes als Mitglied der Gruppe „Combat“. 1944 wurde er Chefredakteur der geheimen Widerstandszeitschrift Combat, wobei er das Pseudonym Pontault verwendete. Er sagte: „Wir werden versuchen eine vernünftige Zeitung herauszugeben. Und weil die Welt absurd ist, wird es missglücken“.
Albert Camus arbeitete als Journalist bei Alger républicain und später auch bei Combat. Pia und Camus wurden Freunde und Camus widmete seinen 1942 erschienenen Essay Der Mythos des Sisyphos Pia. Eine Sammlung ihrer Briefe wurde 2000 veröffentlicht. Pascal Pia war auch ein guter Freund von André Malraux.
Pia war Mitglied („Satrape“) des Collège de ’Pataphysique. Er drückte oft absurde und nihilistische Gefühle aus. An seinem Lebensende forderte er das „Recht auf Nichts“, das anderen verbieten sollte nach seinem Tod über ihn zu schreiben.

## Werke (Auswahl)
Gedichte
- Complement au bouguet d’orties. Paris 1924.
- La Muse en rut et autres poèmes. Édition Locus Solus, Paris 1999 (EA 1928).
- Poèmes et textes lyriques retrouvés. Édition Lettres Nouvelles, Paris 1982, ISBN 2-96231-045-X.

Biografien
- Baudelaire par lui-même (= Collection microcosme). Seuil, Paris 1952.
  - Deutsch: Charles Baudelaire in Selbstzeugnissen und Bilddokumenten (= Rowohlts Monographien, 7). Rowohlt, Reinbek 1898, ISBN 3-499-50007-8 (EA Reinbek 1958, übersetzt von Christine Muthesius).
- Apollinaire par lui-même (= Collection microcosme). Seuil, Paris 1954.
  - Deutsch: Guillaume Apollinaire in Selbstzeugnissen und Bilddokumenten (= Rowohlts Monographien, 54). Rowohlt, Reinbek 1961 (übersetzt von Max Hölzer).

Sachbuch
- Romanciers, poètes, essayistes du XIXe siècle. Collection ‹Dossiers des Lettres Nouvelles›, éditions Denoël, Paris 1971.
- Les livres de l'Enfer. Bibliographie critique des ouvrages érotiques dans leurs différentes éditions du XVIe siècle à nos jours. Coulet & Faure, Paris 1978, ISBN 2-902687-01-X (2 Bände).